# 珍妮·克拉克
珍妮弗·爱丽斯·克拉克（英語：Jennifer Alice Clack，1947年11月3日—2020年3月26日），FRS，是一位英格兰古生物学家、进化生物学家，主要研究方向为鱼类向四足類的演化——早期四足類的起源与发展及它们与肉鳍鱼的亲缘关系。她2002年出版的面向大众的科普书籍（再版于2012年）Gaining Ground: the Origin and Early Evolution of Tetrapods 使她在社会上有了一定知名度。
克拉克是剑桥大学的脊椎动物古生物学教授，并担任剑桥大学动物学博物馆馆长。她也是在此地决心终身致力于研究早期四足類——这些“四条腿”的动物们究竟是如何在泥盆纪从肉鳍鱼中进化出来，又是怎样在石炭纪登陆了淡水沼泽。

## 生平
克拉克在进入大学前就读于波尔顿女子分校（Bolton School Girls' Division），在1970年获得纽卡斯尔大学动物学学士学位，1984年获得博士学位。此外，她拥有萊斯特大學的深造證書与剑桥大学的相关硕士学位。2000年12月9日，她获得了剑桥大学的自然科學博士（ScD）学位。
2009年，当选英国皇家学会院士。2013年6月，被授予芝加哥大学名誉理學博士学位。2014年7月，被授予萊斯特大學名誉理學博士学位。